# Al-i-ssi-REC
REC [Al-i-ssi] (кор. 알이씨, Al-i-ssi-REC, «запис») — південно-корейський документально-короткометражний фільм, прем'єра відбулася 24 листопада 2011 року у Південній Кореї. Режисер фільму Джун Мун Так. Короткометражний фільм Со Чжун Муна, це фільм про «старі добрі часи», в якому режисер намагається показати розставання гомосексуальної пари. Шокуючі картини, відверті сексуальні сцени і акторська гра додають фільму реалістичності.
Фільм знято без підтримки Кореї, яку країна зазвичай надає незалежним малобюджетним фільмам. Хоча в країні не менше одного мільйона гомосексуалів, тому прем'єра фільму для корейської ЛГБТ-спільноти була дуже очікувана. 

## Інформація про фільм
Два гея, пов'язані тривалими стосунками, на свою п'ятирічну річницю вирішили зафіксувати на відео спогади про своє щасливе кохання. Вони їдуть в мотель, де вперше зайнялися коханням, і повторно записують на маленьку відеокамеру свої дорогоцінні спогади. Оглядаючись у минуле, вони обіцяють ніколи не змінювати одне до одному. Однак, через деякий час, вони розуміють, що сьогодні - останній день для них. Маленька кімната готелю незабаром заповнюється їх спогадами і каяттями перед одне одним.

### Головні ролі
- Джо Хе-хун - Се Джун Сок,
- Сонг Сем-Донг - Юі.